# Centrální Texas
Centrální Texas (angl. Central Texas) je region v americkém státě Texas. Jeho přibližné hranice probíhají od San Marcosu k Wacu a oblast zahrnuje metropolitní aglomerace Austin–Round Rock, Killeen-Temple-Fort Hood, Bryan-College Station, a aglomeraci města Waco. Aglomerace Austin–Round Rock a Killeen-Temple-Fort Hood patří mezi nejrychleji rostoucí aglomerace ve Spojených státech. Základna US Army ve Fort Hoodu je největším vojenským stanovištěm ve Státech.

## Okresy
Jádro centrálního Texasu tvoří následující okresy:
- Bastrop County
- Bell County
- Blanco County
- Burnet County
- Coryell County
- Gillespie County
- Hays County
- Lampasas County
- Lee County
- Llano County
- Falls County
- McLennan County
- Milam County
- Travis County
- Williamson County

Dalších 27 okolních okresů většinou také přináleží k regionu centrálního Texasu.

## Pamětihodnosti

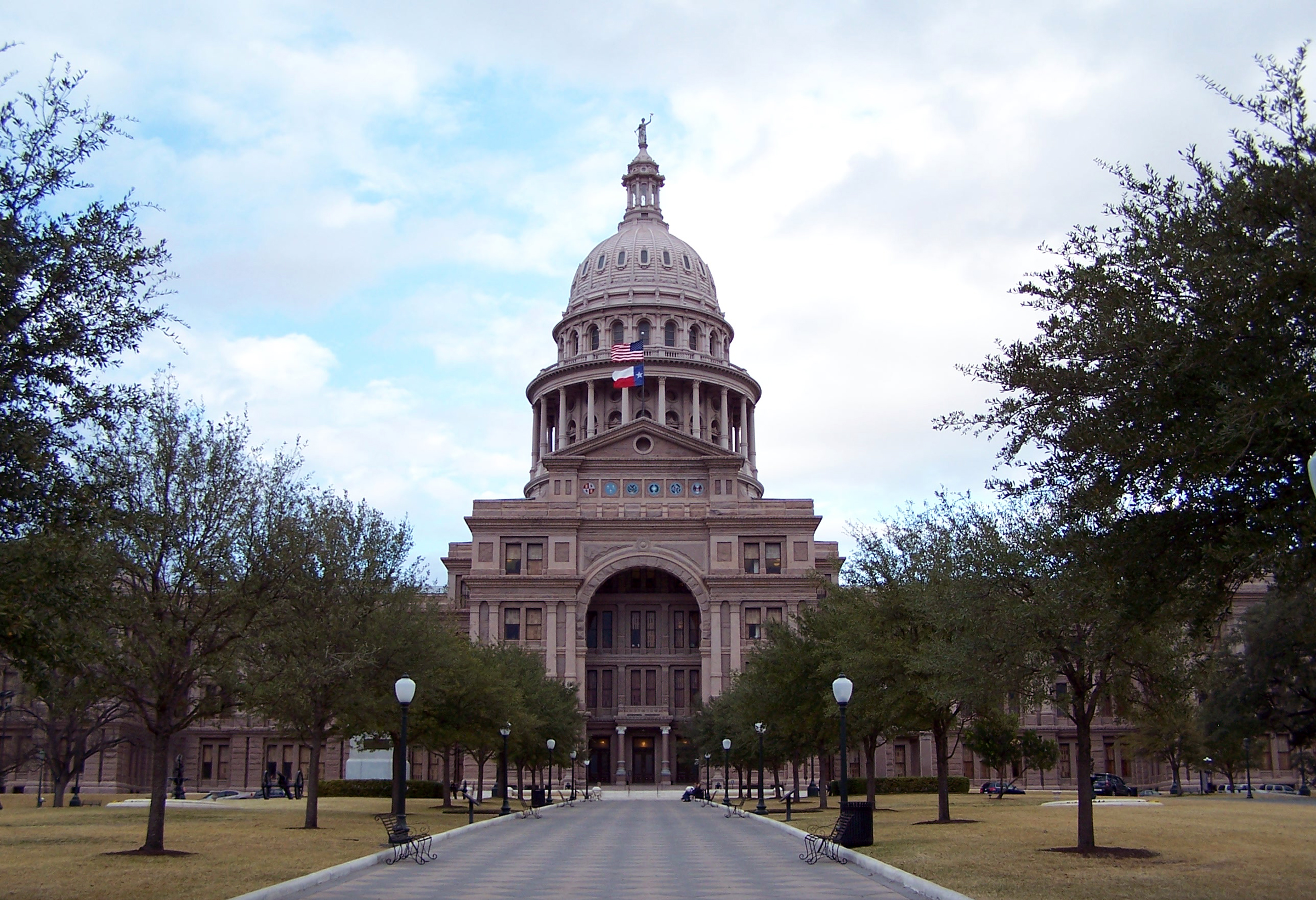
Hlavní město Texasu - Austin
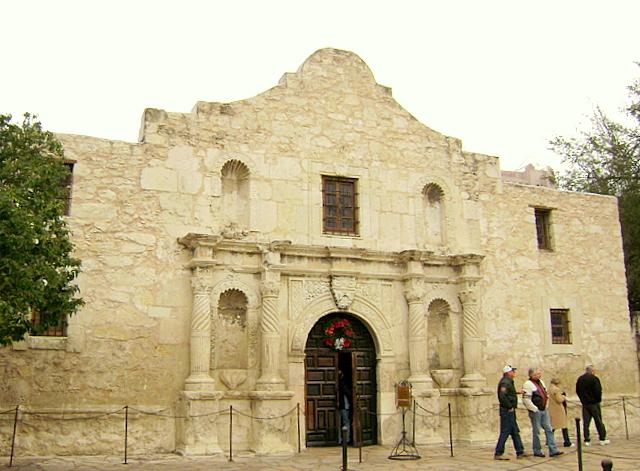
Alamo - San Antonio
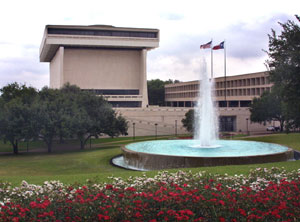
Prezidentská knižnice Lyndona B. Johnsna - Austin
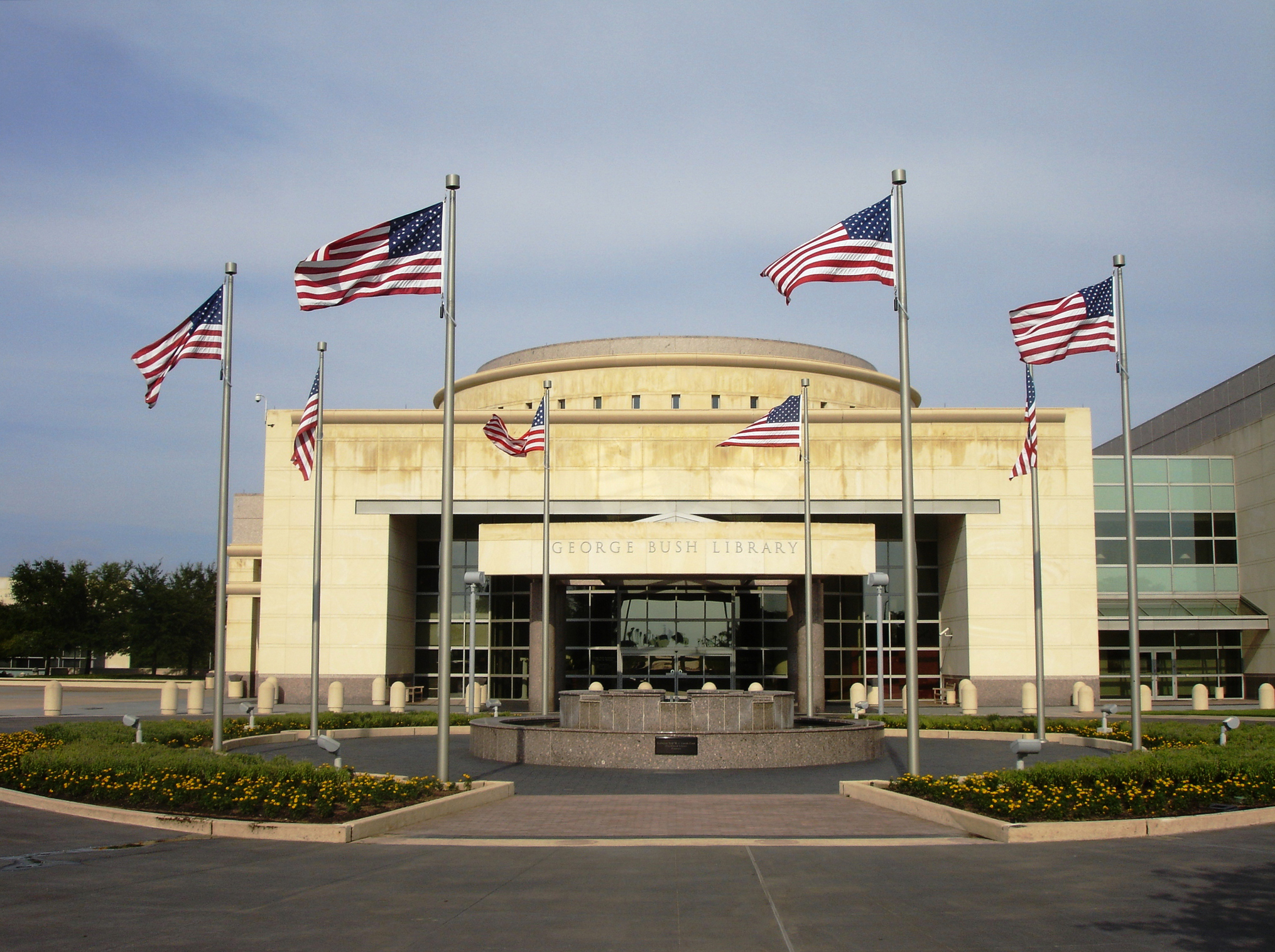
Prezidentská knižnice George H.W. Busha - College Station
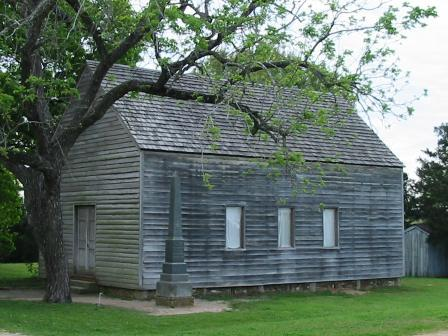
Washington-on-the-Brazos, místo podpisu texaské Deklarace nezávislosti - Washington County
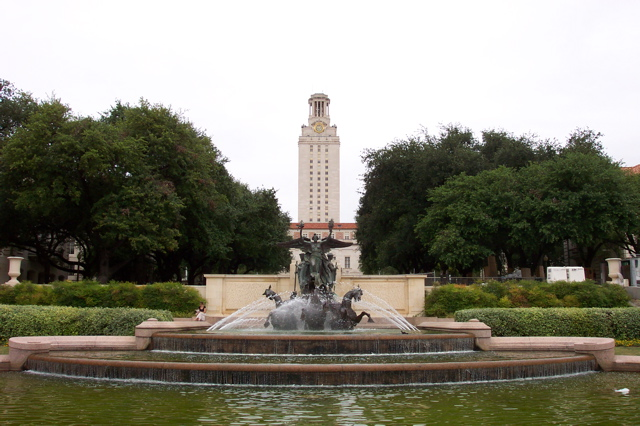
The University of Texas at Austin
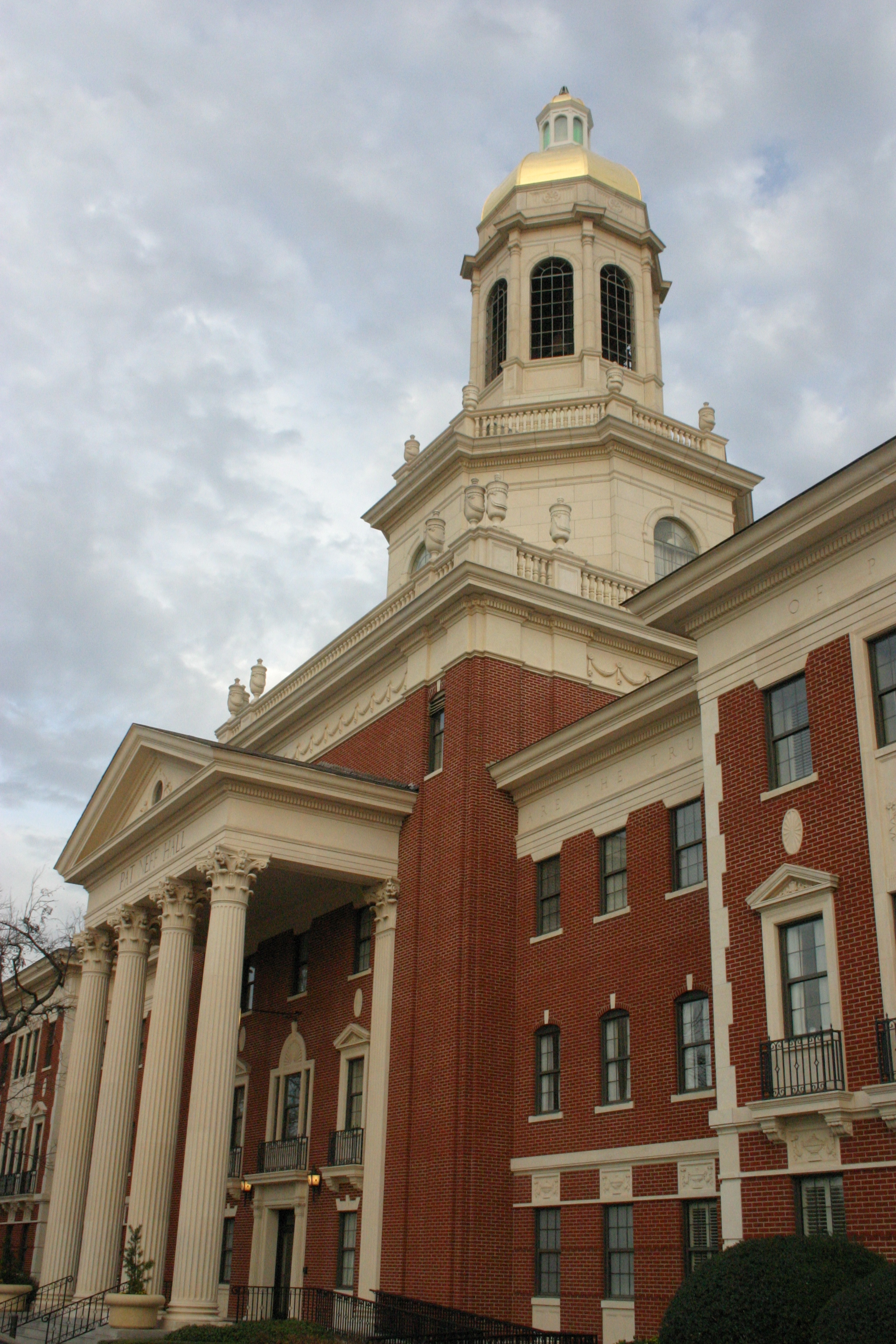
Baylor University - Waco,
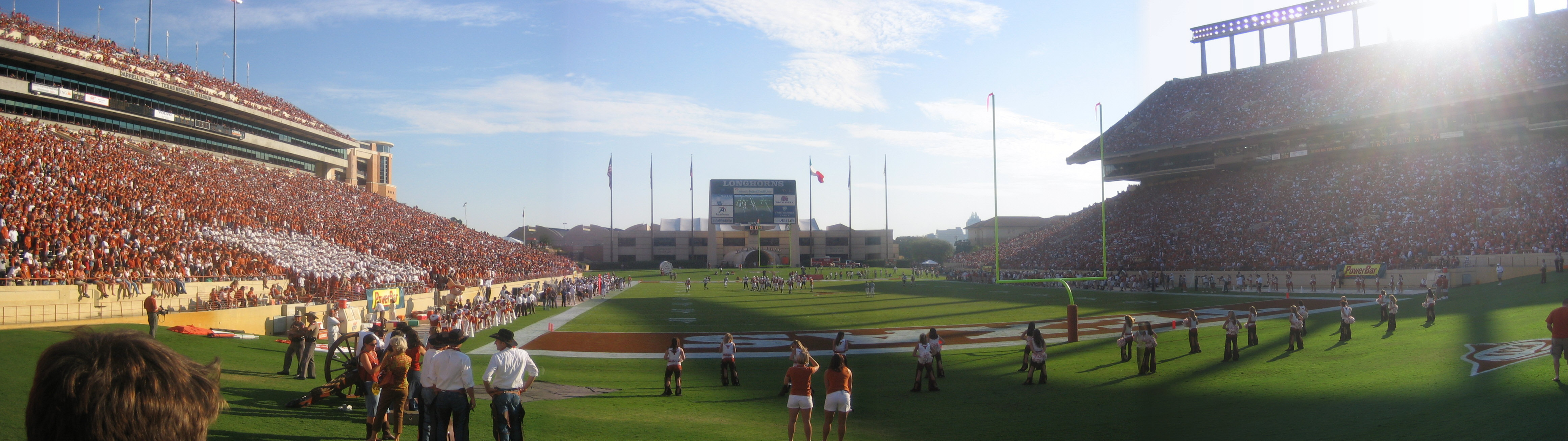
Darrell K. Royal-Texas Memorial Stadium - Austin
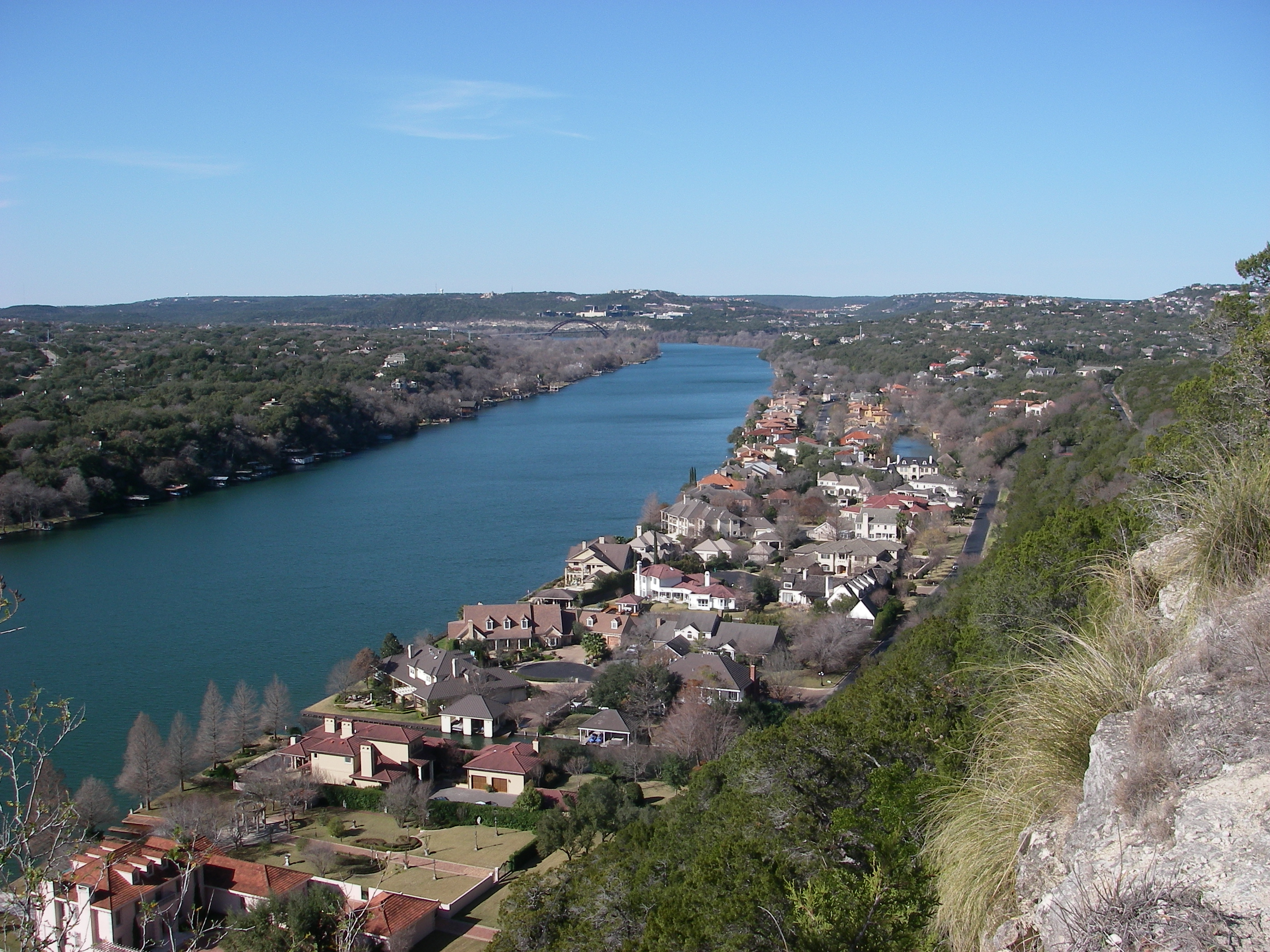
Jezero Austin na řece Colorado
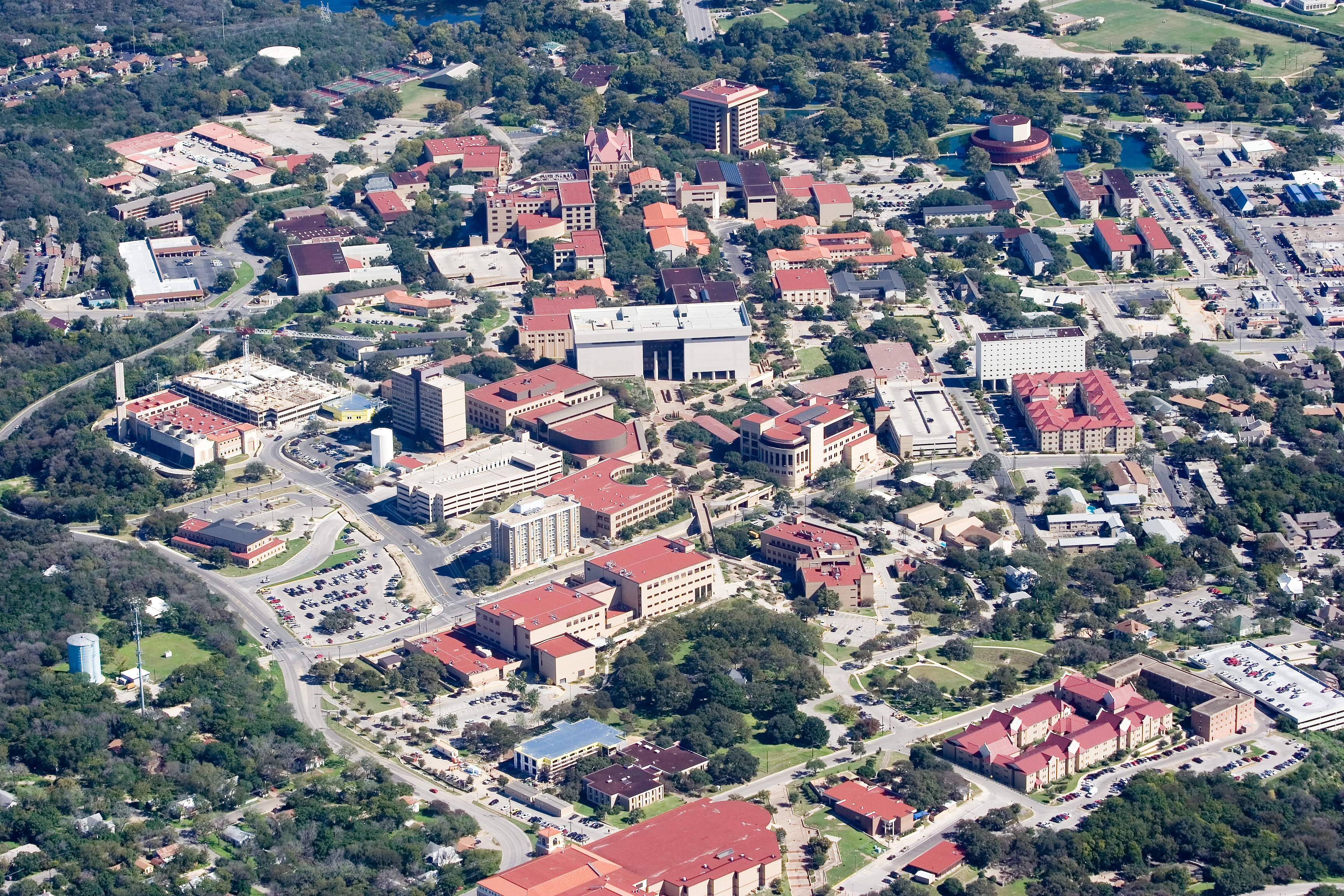
Texas State University - San Marcos